# کالیبر بزرگ
کالیبر بزرگ (انگلیسی: Big Calibre) فیلمی در ژانر ترسناک و وسترن به کارگردانی رابرت ان. بردبری است که در سال ۱۹۳۵ منتشر شد. از بازیگران آن می‌توان به باب استیل و ویلیام مک‌کال اشاره کرد.